# Donutkissen
Donutkissen (englisch donut cushion, donut pillow oder doughnut cushion) sind verschiedene Arten von Kissen, die alle nach der Form des Gebäcks Donut benannt wurden. Es gibt Donutkissen als Sitzkissen, die das Gesäß durch Druckverteilung für einen begrenzten Zeitraum entlasten, sowie zum Unterlegen im Liegen für weitere Körperregionen. Zur längerfristigen Vorbeugung oder Behandlung von Druckgeschwüren sind diese Kissen nicht geeignet.

## Sitzringe
In Sanitätshäusern erhältliche Sitzringe (Ringkissen) aus festem Kaltschaum mit Frotteebezug aus Baumwolle, deren Aussparung in der Mitte der Freilagerung des Perineums, des Scheideneingangs, des Anus und des Steißbeins dient, können vom Arzt als medizinische Hilfsmittel verordnet werden. Donutsitzkissen ermöglichen Frauen nach Geburten (Wochenbett), wenn ein Dammschnitt oder Dammriss genäht wurde, ein schmerzfreies oder zumindest schmerzreduziertes Sitzen und begünstigen das Abheilen der Dammnaht. Bei Menschen, die an Steißbeinschmerzen leiden, gehören zur konservativen Behandlung reduziertes Sitzen, die Verwendung eines Donutkissens und Physiotherapie.
Manche Geschäfte mit Raumausstattungsartikeln bieten dekorative Donutkissen mit Polyesterfüllung an.

## Einsatzbereiche

### Auf dem Operationstisch
Infolge von anhaltendem Druck auf Knochenvorsprünge können während längeren Operationen Druckgeschwüre entstehen. Deren Entwicklung beginnt im subkutanen Gewebe und erreicht die Dermis und die äußere Haut oft erst nach mehreren Tagen. Solche Gewebeschäden können durch sachgerechte Polsterung bei der Lagerung vermieden werden. Operationen an der Wirbelsäule werden in Bauchlage durchgeführt. Hierbei gehören Gel-Ringkissen unter den Kniescheiben zu den Lagerungshilfen.
Bei Patienten, die während einer Herzoperation Stunden auf den Rücken liegen, verhindert ein geeignetes Kissen Schäden am Kreuzbein. Wird ein flaches Donutkissen unter das Becken des Patienten gelegt, bewirkt das eine Druckentlastung am Kreuzbein. Bei liegender Lagerung in Narkose entstehen auch Druckpunkte am Kopf, die die Hautfunktion beeinträchtigen und die Blutzirkulation im Gesicht verschlechtern können, was zu Hautschäden im Gesicht führen kann. Spezielle medizinische Donutkissen verringern die Entstehung von Druckpunkten, können aber auf der Haut Scherkräfte erzeugen, weshalb beim Kissendesign die Vermeidung beider Probleme angestrebt wird.

### Bei liegenden Patienten
Gel-Donutkissen gibt es auch für Säuglinge und Kinder, die im Krankenhaus liegen, um in Rückenlage schädlicher Druckbelastung am Hinterhaupt vorzubeugen.
Nach dem Expertenstandard Dekubitusprophylaxe in der Pflege (2017) gibt es aber keine Empfehlung für Doughnut type devices.
Donutkissen sind nicht zum Dauereinsatz bei bettlägerigen Menschen geeignet, um einem Druckgeschwür vorzubeugen oder ein solches zu behandeln. Zwar bewirken sie eine Druckentlastung in der Mitte, dafür ist der Druck an den Randbereichen höher. Dadurch kann die Durchblutung beeinträchtigt werden.

#### Ringkissen für die Ohrmuschel
In einer Studie wurden 23 Patienten, die an Chondrodermatitis litten, als konservative Behandlung ein spezielles donutförmiges Kopfkissen zum Unterlegen beim Schlafen gegeben, so dass das betroffene Ohr keiner Druckbelastung mehr ausgesetzt war. Dreizehn von ihnen waren nach einem Jahr Nachbehandlungszeit weiterhin schmerzfrei.

## Beispiele aus Wohn- und Pflegebereich

Verschiedene Donutkissen
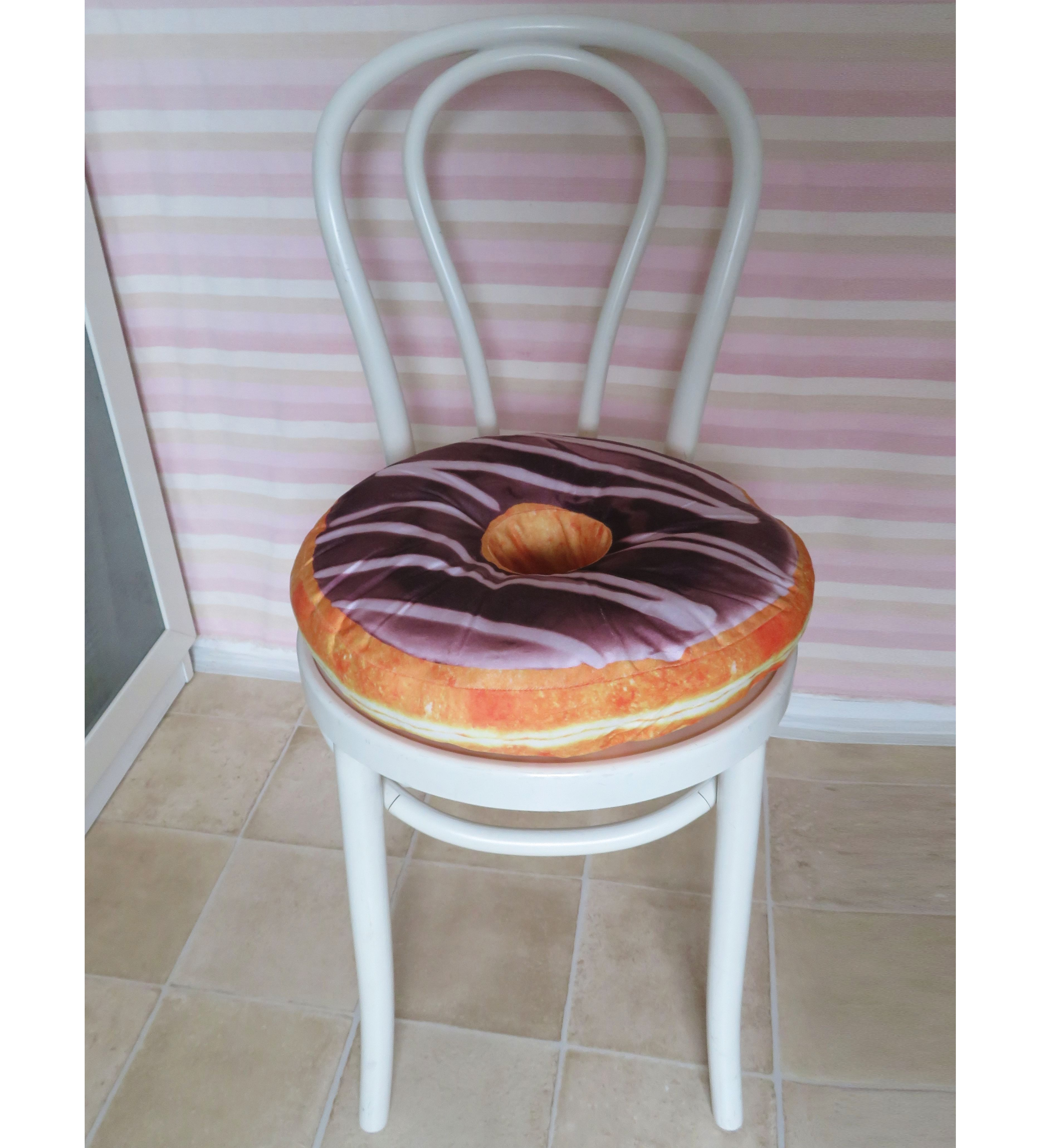
Donutkissen aus einer Raumausstattungsabteilung. Design eines essbaren Donuts.
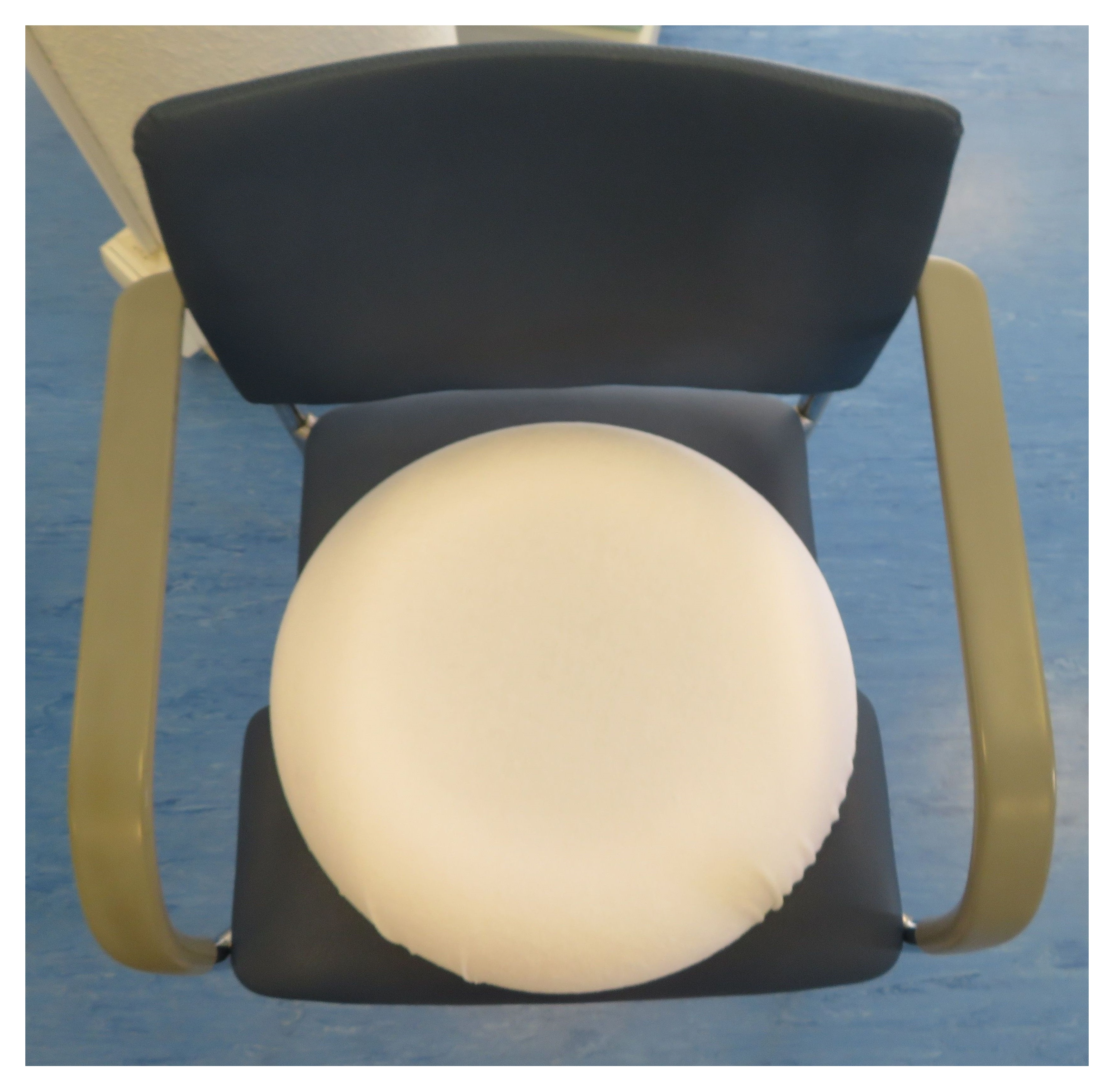
Oberseite eines Ringkissens. Der Bezug aus weißem Frottee verdeckt die Aussparung.
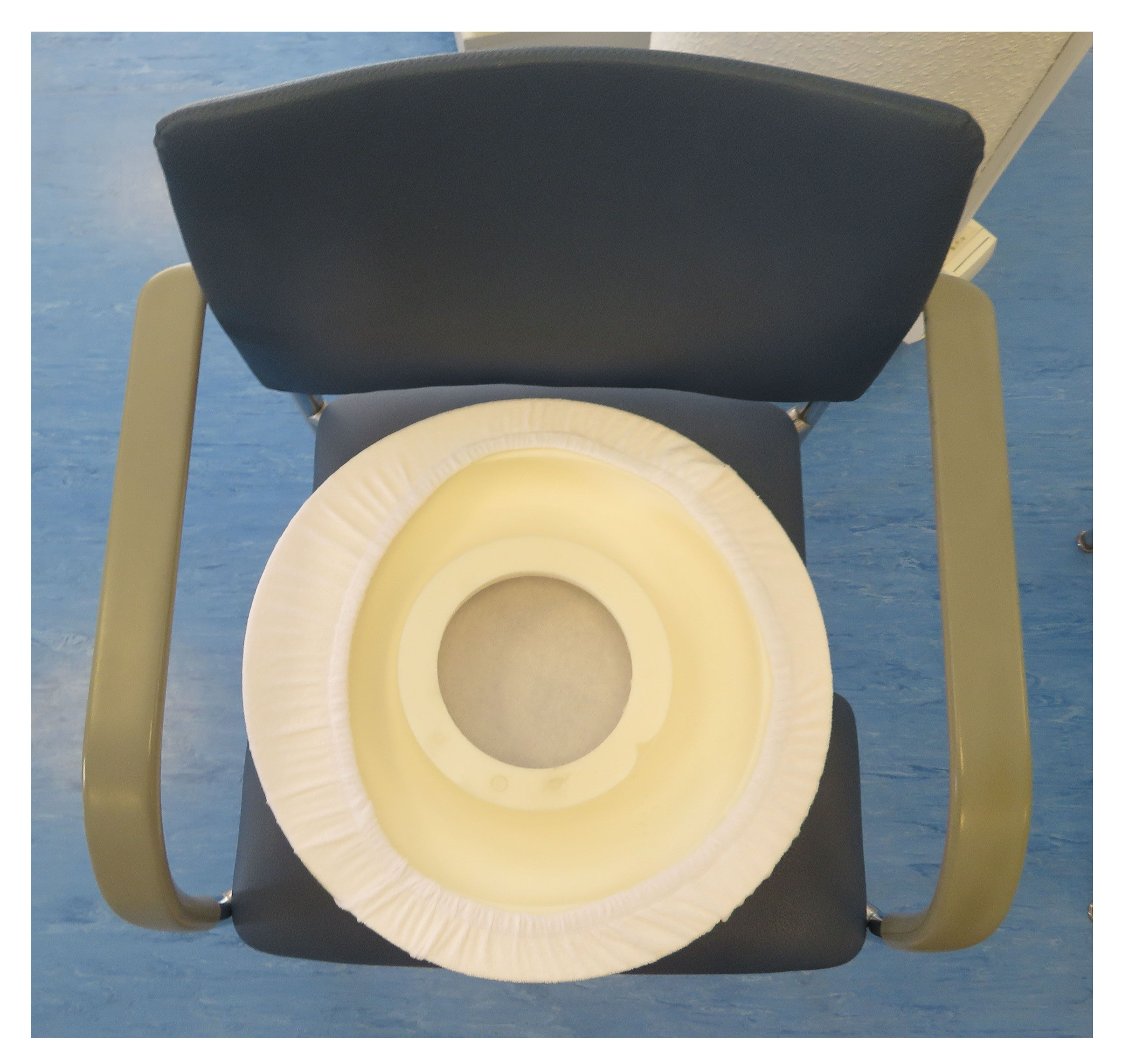
Unterseite mit sichtbarem Loch. Der abnehmbare Spannbezug eignet sich für die Kochwäsche.
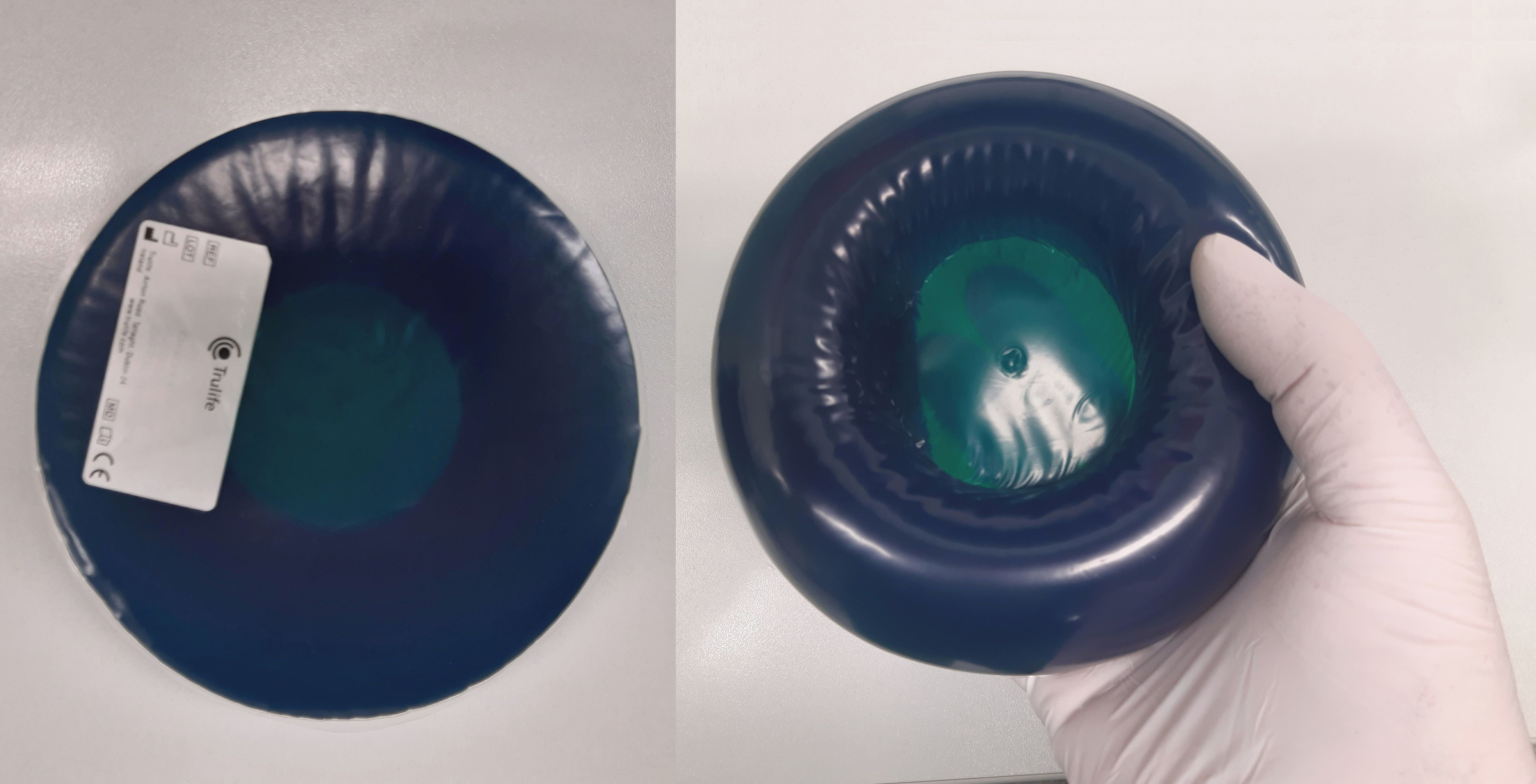
Handtellergroße Gel-Ringkissen zum Schutz der Kniescheiben bei Bauchlagerung.